# جايمي برموديز
جايمي برموديز (بالإسبانية: Jaime Bermúdez Merizalde)‏ هو دبلوماسي ومحامي كولومبي، ولد في 1966 في بوغوتا في كولومبيا.